# Orden de los Carmelitas Descalzos
La Orden de los Carmelitas Descalzos (O. C. D.), oficialmente Orden de los Carmelitas Descalzos de la Santísima Virgen María del Monte Carmelo (en latín: Ordo Fratrum Discalceatorum Beatissimae Mariae Virginis de Monte Carmelo), nació en España en el siglo XVI por la reforma que Santa Teresa de Jesús y San Juan de la Cruz hicieron de la Orden de Nuestra Señora del Monte Carmelo.

## Historia
En 1562 Santa Teresa de Jesús efectuó una reforma en la orden religiosa y fundó el primer convento de Carmelitas Descalzas - Convento de San José - en la ciudad de Ávila. Posteriormente, junto con San Juan de la Cruz, fundó la rama de los Carmelitas Descalzos. La nueva regla buscó retornar a la vida centrada en Dios con toda sencillez y pobreza, como la de los primeros ermitaños del Monte Carmelo, que seguían el ejemplo del profeta Elías.

## Ramas
La Orden de los Carmelitas Descalzos se divide en tres ramas: monjas contemplativas (a su vez divididas en dos, "del 90" y "del 91", dependiendo de las constituciones que siguen), frailes y hermanos terceros o seglares (Orden de los Carmelitas Descalzos Seglares). Hay también dos desiertos de ermitaños (el Monasterio de San José de Las Batuecas y el Monasterio de San José de Rigada).

## Santos, santas y beatería de la Orden
- San Ángel de Sicilia, presbítero y mártir.
- San Alberto de Jerusalén, obispo y legislador de la Orden.
- San Pedro Tomás, arzobispo.
- Santa María Magdalena de Pazzi, virgen.
- Santa Teresa de Jesús, virgen y doctora de la Iglesia, fundadora.
- San Juan de la Cruz, presbítero y doctor de la Iglesia, primer fraile.
- Santa Teresita del Niño Jesús, virgen y doctora de la Iglesia.
- Santa Teresa de Los Andes, virgen.
- Santa Teresa Benedicta de la Cruz (Edith Stein), virgen y mártir.
- Santa Teresa Margarita del Sagrado Corazón de Jesús, virgen.
- San Rafael Kalinowski, presbítero.
- Santa María Maravillas de Jesús, virgen.
- Santa María de Jesús Crucificado Baouardy, virgen.
- Santa Isabel de la Trinidad, virgen.
- Santas mártires de Compiègne, ejecutadas durante la Revolución francesa.
- Beata Ana de San Bartolomé, virgen y compañera de Teresa de Jesús.
- Beatas mártires del siglo XX en España: María Pilar de San Francisco de Borja, María Ángeles de San José, Teresa del Niño Jesús y de San Juan de la Cruz y Apolonia del Santísimo Sacramento.
- Beato Maria-Eugenio del Niño Jesús, sacerdote, fundador del Instituto Secular de Nuestra Señora de la Vida.
- Beata Francisca de Amboise, religiosa.
- Beata María Felicia de Jesús Sacramentado, Chiquitunga, virgen.
- Serva de Dios María Lucía de Jesús y del Corazón Inmaculado, religiosa.